# Andre Fagan
Andre Diego Fagan est un footballeur jamaïcain, né le 16 juillet 1987 à Kingston (Jamaïque). Il mesure 1,83 m pour 70 kg.

## Biographie
Cet ancien international des moins de 20 ans (4 sélections en 2006) évolue en 2011 à Sông Lam Nghệ An dans le championnat vietnamien, en prêt du club jamaïcain d'Harbour View FC. Il y retrouve deux compatriotes : Kavin Bryan et Devon Hodges. Andre Fagan prend part aux 26 rencontres que compte le championnat et est sacré champion du Viêt Nam en août 2011.

## Palmarès
- Championnat de Jamaïque
  - Vainqueur : 2009-2010
- Championnat du Viêt Nam
  - Vainqueur : 2011